# Superman: Red Son

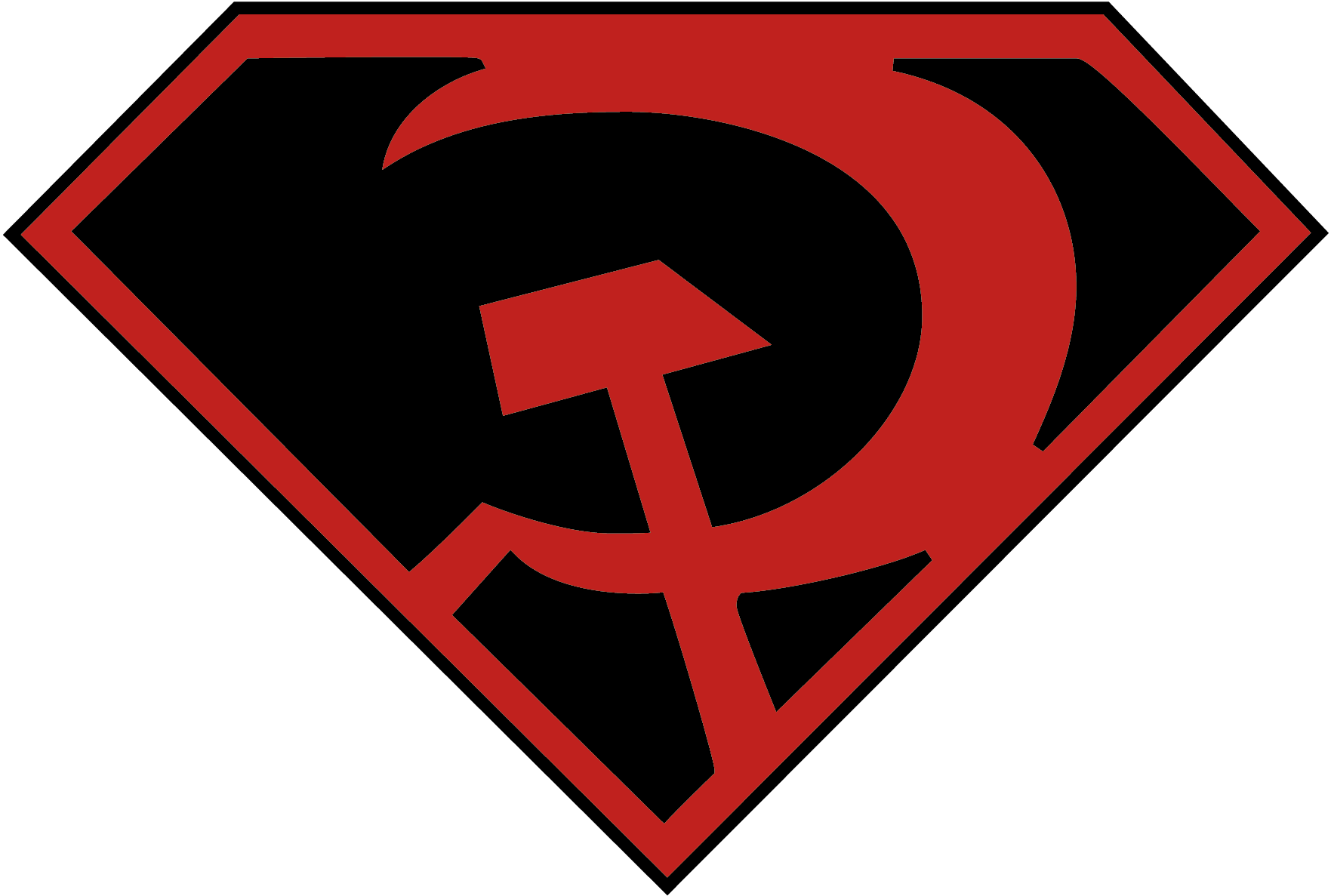
Il simbolo di Superman utilizzato in questa miniserie

Superman: Red Son è una miniserie a fumetti scritta da Mark Millar e disegnata da Dave Johnson e Kilian Plunkett, pubblicata dalla DC Comics nel 2003 sotto l'etichetta Elseworlds, in tre albi formato "prestige".
Lo sceneggiatore Millar ha ideato la trama partendo dalla premessa «e se l'astronave che trasportava Superman fosse precipitata in Unione Sovietica?». Ha ricevuto ottime recensioni ed è stato nominato per l'Eisner Award del 2004 come migliore serie limitata. In Superman: Red Son il razzo che trasportava il piccolo Kal-El precipita in Ucraina anziché in Kansas, a causa di una piccola variazione della linea temporale originale (una manciata di ore); la rotazione della Terra ha infatti posto l'Ucraina nel percorso dell'astronave, invece del Kansas.
Invece di lottare per «La verità, la giustizia, e l'American Way», Superman è descritto nelle trasmissioni radio sovietiche come «Il campione degli operai, che non smette mai di combattere la battaglia per Stalin, il socialismo e l'espansione internazionale del Patto di Varsavia». La sua "identità segreta" (vale a dire il nome che gli diedero i suoi genitori adottivi, l'equivalente del Clark Kent della realtà originale) è un segreto di Stato.
In questo racconto si mescolano versioni alternative dei supereroi DC con figure politiche reali come Joseph Stalin e John F. Kennedy. I poteri di Superman in Red Son sono illimitati come quelli che aveva durante la Golden Age, ovvero volo alla velocità della luce, una superforza senza limiti e una superintelligenza che gli permette, ad esempio, di imparare una lingua straniera in pochi minuti.

## Trama
Nel 1950, l'Unione Sovietica rivela al mondo la presenza di Superman, sconvolgendo la guerra fredda e la corsa agli armamenti. Per trovare una soluzione al riguardo, il governo degli Stati Uniti incarica l'agente Jimmy Olsen di contattare lo scienziato Lex Luthor, il quale, sposato con la giornalista del Daily Planet Lois Lane, riesce a dirottare il volo del satellite russo Sputnik 2, facendolo precipitare su Metropolis, allo scopo di procurarsi del materiale genetico dell'Uomo d'Acciaio: come previsto da Lex, infatti, Superman interviene evitando che il satellite si schianti sulla città, prevenendo numerose vittime. In quell'occasione Lois Lane vede per la prima volta Superman, e i due avvertono una forte attrazione reciproca, anche se nulla di più. Il satellite verrà poi recuperato dal governo americano e Luthor utilizza le tracce trovate su di esso per creare un clone di Superman: Bizarro.
Durante una festa in suo onore, Superman incontra l'ambasciatrice di Themyscira, Wonder Woman, con cui Stalin vorrebbe che si sposasse; al contrario dell'amazzone, però, Superman vede Diana solo come una buona amica. Alla festa manca il capo della polizia di stato Pjotr Roslov, figlio illegittimo di Stalin, furioso in quanto l'arrivo di Superman ha attirato tutte le attenzioni di suo padre e gli ha impedito ogni possibilità di avanzamento di carriera. In preda all'alcool, Pjotr rivela le azioni orribili fatte per il suo governo, come l'uccisione di alcuni dissidenti sotto gli occhi del figlio, ma, pur distrutto dal senso di colpa, non riesce a confessare di aver organizzato l'attentato contro il padre. Stalin muore per avvelenamento da cianuro, ma Superman inizialmente rifiuta la leadership del partito.
Nel frattempo, il clone di Superman, ormai pronto, viene impiegato contro di lui, ma il duello tra i due provoca accidentalmente il lancio di un missile nucleare sulla Gran Bretagna: inaspettatamente, il clone di Superman si sacrifica per impedire che il missile faccia milioni di vittime, portandolo con sé in orbita ed esplodendo assieme ad esso. Inorridito dall'idea che Superman sia più intelligente di lui, dopo aver perso una partita a scacchi col suo clone, Luthor uccide il suo personale di ricerca agli S.T.A.R. Labs e fonda la LuthorCorp, dedicando la sua vita alla ricerca di un sistema per distruggere Superman. Lois, trascurata, comincia a fantasticare su Superman.
L'incontro tra Superman e la sua amica d'infanzia Lana Lazarenko fa mutare il suo punto di vista sulla questione politica: vedendo le sofferenze di lei e dei suoi figli, Superman si rende conto che i suoi poteri potrebbero essere utilizzati per un bene più grande, e decide di assumere la leadership del paese, al fine di trasformarlo in un'utopia.
Nel 1978, il mondo intero si è unito all'Unione Sovietica guidata da Superman, tranne Cile e Stati Uniti che mantengono l'indipendenza, sebbene siano sull'orlo del collasso. Il presidente degli Stati Uniti è John F. Kennedy, subentrato a Richard Nixon, ucciso durante un attentato a Dallas; ha divorziato da Jacqueline Bouvier e ha sposato Marilyn Monroe. Durante questi anni Luthor ha più volte tentato di contrastare Superman, creando diverse creature come il Parassita, Metallo, Bizarro e Doomsday, ma tutti si sono rivelati dei fallimenti. Wonder Woman e Superman sono diventati un duo, che usa i loro superpoteri per salvare vite umane, oltre a svolgere le loro funzioni di ambasciatori e governatori. Wonder Woman è innamorata di Superman, ma lui la vede semplicemente come sua compagna, e sembra ignorare il suo amore per lui. Sotto la guida dell'Uomo d'Acciaio l'Unione Sovietica è cresciuta senza ricorrere alla guerra, e ha praticamente eliminato la povertà, le malattie e simili, ma Superman ha anche eliminato ogni tipo di dissenso all'interno del paese, divenuto una sorta di Grande Fratello, tramite una tecnica di chirurgia cerebrale che trasforma i dissidenti in obbedienti, detti "Superman Robot". Lois Luthor succede a Perry White come redattore capo del Daily Planet, mentre suo marito Lex continua a trascurarla, ossessionato dal suo odio per Superman. Questi stringe un'alleanza con Brainiac, che riesce nell'impresa di rimpicciolire la città di Stalingrado (come ha fatto nella realtà ufficiale con Kandor). Superman interviene e recupera sia l'unità centrale di elaborazione di Brainiac sia la piccola città, ponendo fine alla loro collaborazione, ma Brainiac si rivela non essere in grado di ripristinare Stalingrado e i suoi abitanti alla loro corretta dimensione, e questo diventa il suo più grande fallimento e fonte di un grande senso di colpa.
Nel frattempo, le strade di Mosca vengono portate nel caos da quello che si rivela essere Batman, lo stesso bambino reso orfano da Pjotr Roslov, e che è diventato un terrorista anarchico contrario all'utopia di Superman. Batman viene contattato proprio dall'assassino dei suoi genitori, ora a capo del KGB e consumato dalla gelosia verso Superman, che collaborando con Luthor ha ideato un piano per eliminare il kryptoniano e subentrare alla guida del governo. Pur giurandogli vendetta, Batman accetta la proposta di Roslov, e rapisce Wonder Woman, legandola col suo lazo d'oro, usandola come esca. Il piano consiste nel colpire Superman con lampade che simulano il sole rosso di Krypton, ideate da Luthor, per annullare i suoi poteri. Superman viene sconfitto in combattimento da Batman, che vuole rinchiuderlo in un bunker ideato da Stalin per imprigionare i dissidenti. Wonder Woman però si libera, spezzando il lazo e distruggendo il generatore delle lampade, facendo così in modo che Superman recuperi i suoi poteri. Capendo di aver perso, Batman preferisce suicidarsi facendosi saltare in aria con dell'esplosivo, piuttosto che vedersi trasformato in un Superman-robot, dopo però aver rivelato a Superman che a tradirlo è stato Roslov. A causa della rottura del lazo d'oro, Wonder Woman rimane gravemente ferita, come se qualcosa dentro di lei si fosse rotto, e i suoi capelli diventano improvvisamente bianchi. Luthor dà il via al suo terzo piano, ideato dopo il ritrovamento di una misteriosa lanterna verde ritrovata in un'astronave aliena che si è schiantata a Roswell. Nel frattempo Roslov viene trasformato in un Superman-robot, Batman è divenuto un martire per la sua causa, che si arricchisce di molti emuli, e Brainiac è stato riprogrammato da Superman in un suo aiutante nella costruzione di una versione della Fortezza della solitudine, situata in Siberia e denominata "Palazzo d'Inverno".
Nel 2001, Luthor corre per la presidenza americana, e stravince: ringalluzzito dalla vittoria, inserisce Jimmy Olsen nel suo staff, e risana l'economia dell'America nel giro di un anno, riportando il paese agli antichi splendori. Dopo diciotto anni, Luthor riesce finalmente a decifrare il codice per ricaricare l'anello della lanterna verde, il quale si alimenta di onestà e forza di volontà, e per farlo funzionare a pieno regime Luthor lo affida al colonnello Hal Jordan, pilota militare pluri-decorato sopravvissuto ad un campo di prigionia. Grazie all'appoggio delle Amazzoni, ottenuto grazie all'opera di convincimento della first lady Lois Luthor su una Wonder Woman furiosa con Superman, Lex manda il colonnello Jordan e il suo Corpo Marine delle Lanterne Verdi all'assalto del Palazzo d'Inverno. Dopo che Brainiac ha imprigionato Luthor, Superman sbaraglia tutti i nemici, presentandosi alla Casa Bianca, presenziata da Lois, la quale ha in suo possesso una lettera scritta da Lex qualche tempo prima, che viene letta da Superman tramite la sua vista a raggi x: il contenuto della lettera provoca in lui una forte crisi emotiva, in quanto la lettera dice: "Perché non metti il mondo intero in una bottiglia, Superman?" In tal modo, l'Uomo d'Acciaio si rende conto di essere solo un altro despota alieno che vuole dominare una specie meno sviluppata, proprio come Brainiac, e ciò è moralmente ingiustificabile. Colpito in pieno dai suoi sensi di colpa, Superman ordina a Brainiac la resa, ma il computer alieno si ribella contro di lui, emanando una forte luce verde (simile alla kryptonite) che lo indebolisce fino allo stremo, e gli rivela di aver sempre finto di essere sotto i suoi comandi, solo per avere il controllo del mondo. Il robot viene spento da Luthor, che ha eluso la chirurgia, e distrutto da Superman, ma ciò provoca un sistema di autodistruzione, e per evitare l'esplosione, Superman porta ciò che resta del "corpo" di Brainiac nello spazio, ed apparentemente muore con lui. Luthor confida di aver progettato l'intero piano quarant'anni prima.
Il mondo è pronto adesso per il Luthorismo: il mondo intero si unisce sotto un'unica bandiera, quelli degli Stati Uniti Globali, e la razza umana sconfigge ogni genere di malattia e arriva addirittura a colonizzare l'intero sistema solare; il giorno del funerale di Luthor partecipa anche Superman, con un travestimento che ricorda molto quello di Clark Kent.
La discendenza di Luthor guida la razza umana fino a farla divenire la specie più evoluta dell'universo, fino a quando, un miliardo di anni nel futuro, un suo discendente, Jor-L (la cui "L" sta per Luthor) pronostica la fine della vita sulla Terra. Per salvare suo figlio Kal-L, lo scienziato spedisce il bambino a bordo di una navetta spaziale indietro nel tempo, all'anno 1938, e l'astronave atterra vicino ad una fattoria in Ucraina, dando il via agli eventi che hanno dato il via alla storia.

## Personaggi DC
Alcuni personaggi dell'universo DC appaiono in Superman: Red Son in ruoli diversi:

### Cast di Superman
- Lex Luthor è un geniale scienziato americano
- Jimmy Olsen non è un fotografo per il Daily Planet, ma è prima un agente del governo, prima di diventare capo della C.I.A. e poi Vice Presidente degli Stati Uniti.
- Pete Ross, qui chiamato Pyotr Roslov, è uno dei figli illegittimi di Stalin e uno dei rivali politici di Superman.
- Lana Lang viene chiamata Lana Lazarenko, è cresciuta in Ucraina con un giovane Superman. Diventa una guida turistica in un museo di Superman.
- Bizarro è, come tutti i nemici di Superman, un essere creato da Luthor per sconfiggere il suo rivale sovietico. Il concetto di un clone di Superman che viene utilizzato in una sovrumana corsa agli armamenti nucleari porta analogie con il film Superman IV.
- Il nemico di Capitan Marvel Dottor Sivana fa una breve apparizione come scienziato che lavora per i sovietici. Viene detto che lavorava in precedenza per Luthor.
- La città imbottigliata di Kandor viene qui sostituita da Stalingrado.
- La Fortezza della solitudine viene qui chiamata Palazzo d'Inverno; al suo interno vi è una statua di Darkseid.
- Lori Lemaris è un'ambasciatrice di Atlantide
- Martha Kent, rimasta vedova, gestisce una ferramenta.

### Eroi DC
- Wonder Woman è una delle principali sostenitrici di Superman; si converte al comunismo più per amore di Superman che per idealismo; dopo essersi ferita per salvare Superman dalla trappola di Batman, unisce le forze a quelle di Luthor.
- Batman è un orfano figlio di due dissidenti uccisi da Roslov. Diventa un terrorista anarchico, una spina nel fianco nel governo di Superman. La sua morte ispira un intero esercito di rivoluzionari autodefinitesi Batmen. Ha una Batcaverna nel sottosuolo di Mosca.
- Hal Jordan appare come un pilota militare ex prigioniero di guerra scelto da Luthor per i suoi straordinari poteri di visualizzazione (durante la prigionia ha sviluppato delle fantasie su come vendicarsi dei suoi aguzzini) e per avere la purezza morale (che manca a Luthor) a gestire il potere dell'anello. Diventa il colonnello del Corpo dei Marine delle Lanterne Verdi (di cui fan parte Alan Scott, Kyle Rayner, John Stewart e Guy Gardner).
- Abin Sur fa una breve apparizione come un alieno senza nome defunto rinchiuso nella Area 51, il cui veicolo spaziale è precipitata a Roswell e da cui Luthor ha prelevato l'anello del potere e la batteria.
- Oliver Queen (Green Arrow) è un reporter del Daily Planet.
- Iris West, moglie del Flash della Silver Age, Barry Allen, lavora come fotografa per il Daily Planet.
- Due scienziati di nome "Palmer" e "Tyler" lavorano nell'Area 51; chiaro riferimento ai supereroi Ray Palmer (Atomo) e Rex Tyler (Hourman)

### Figure storiche
- Josef Stalin appare come figura di riferimento per Superman; muore avvelenato dal suo figlio illegittimo Pjotr Roslov.
- J. Edgar Hoover è stato citato come responsabile dell'occultamento di Abin Sur e della sua nave quando si è schiantato nell'Area 51.
- John F. Kennedy è presidente nel 1978. Marilyn Monroe appare come sua moglie, con Kennedy che dice di aver divorziato dalla sua prima moglie dopo che è stato eletto Presidente.
- Wonder Woman afferma che il presidente degli Stati Uniti Richard Nixon è stato assassinato nel 1963.
- Il presidente Dwight D. Eisenhower appare all'inizio della storia in una trasmissione televisiva.

## Media correlati
- Il 25 febbraio 2020 è uscito l'omonimo film ispirato alla serie a fumetti.[2]
- Nel videogioco Injustice: Gods Among Us è presente un DLC correlato a Red Son, che include i costumi a esso relativi per Superman, Wonder Woman, Solomon Grundy, Lanterna Verde, Batman e Deathstroke, e un certo numero di missioni basate sulla storia della serie a fumetti. Tali costumi sono presenti anche nella versione iOS del gioco.
- Come parte della sua serie motion comics, DC/Warner ha pubblicato un adattamento iTunes della storia diviso in dodici episodi settimanali a partire dal tardo luglio 2009. Il fumetto è stato animato dalla società neozelandese Karactaz Animation e ha ricevuto un'accoglienza positiva dagli utenti.[3][4]